# برادلي سميث
برادلي سميث (28 سبتمبر 1969 في المملكة المتحدة - ) (بالإنجليزية: Bradley Smith)‏ هو لاعب كريكت بريطاني. لعب مع Sussex Cricket Board ‏.